# Nuncia
Nuncia is een geslacht van hooiwagens uit de familie Triaenonychidae.
De wetenschappelijke naam Nuncia is voor het eerst geldig gepubliceerd door Loman in 1902. 

## Soorten
Nuncia omvat de volgende 41 soorten:
- Nuncia alpha
- Nuncia americana
- Nuncia arcuata
- Nuncia chilensis
- Nuncia conjuncta
- Nuncia constantia
- Nuncia contrita
- Nuncia dentifera
- Nuncia elongata
- Nuncia fatula
- Nuncia frustrata
- Nuncia grandis
- Nuncia heteromorpha
- Nuncia inopinata
- Nuncia insulana
- Nuncia kershawi
- Nuncia levis
- Nuncia marchanti
- Nuncia nigriflava
- Nuncia obesa
- Nuncia oconnori
- Nuncia ovata
- Nuncia pallida
- Nuncia paucispinosa
- Nuncia planocula
- Nuncia roeweri
- Nuncia rostrata
- Nuncia sperata
- Nuncia spinulosa
- Nuncia stabilis
- Nuncia stewartia
- Nuncia sublaevis
- Nuncia sulcata
- Nuncia tamula
- Nuncia tapanuiensis
- Nuncia townsendi
- Nuncia tumidarta
- Nuncia unifalculata
- Nuncia variegata
- Nuncia verrucosa
- Nuncia vidua